# Шкала Палермо
Шкала́ Пале́рмо (Палермська технічна шкала небезпеки зіткнень) або Палермська  шкала — логарифмічна шкала, що застосовується для оцінки потенційної небезпеки зіткнення Землі з навколоземними об'єктами. Для розрахунку небезпеки застосовують дані про кінетичну енергію та ймовірність зіткнення Землі з навколоземним об'єктом. Існує також Туринська шкала. Вона схожа на Палермську, проте простіша та застосовується для простих описів.

## Шкала
Для розрахунку потенційної небезпеки розробники шкали ввели поняття «нормалізований ризик», що відображає ймовірність зіткнення тіла з Землею, поділену на імовірність зіткнення з Землею тіла такої ж або більшої енергії за час, що залишився до ймовірного зіткнення. Нормалізований ризик {\displaystyle R} обчислюється за такою формулою:
{\displaystyle R={\frac {P_{I}}{0,03E^{-4/5}\Delta T}}}, де
{\displaystyle P_{I}} — імовірність зіткнення
{\displaystyle E} — енергія тіла, що падає, в мегатоннах
{\displaystyle \Delta T} — час до зіткнення в роках
Щоб отримати значення за Палермською шкалою {\displaystyle P} необхідно обчислити десятковий логарифм від нормалізованого ризику:
{\displaystyle P=\lg R}
Виходячи з цього визначення, події, що мають оцінку 0, являють собою таку ж загрозу, яку створює природний фон тіл такої ж або більшої енергії, здатних зблизитися із Землею. Значення −2 означає, що тіло являє собою в сто разів меншу небезпеку порівняно з фоном. Ця оцінка в принципі вказує на практичну відсутність імовірності зіткнення. Оцінка +2 буде вказувати на ймовірність у 100 разів більшу за фоновий рівень. Рейтинг від 0 до −2 по Палермській шкалі вказує на ситуації, які потребують ретельного моніторингу.  

## Позитивний рейтинг
Астероїд (89959) 2002 NT7 був першим навколоземним об'єктом, що отримав позитивне значення по шкалі Палермо. Значення дорівнювало 0,06, тож це вказувало на більшу ймовірність зіткнення з Землею, ніж фонові події. Але після серії вимірювань положення астероїда, його орбіта була уточнена, а його рейтинг був зменшений до рівня нижче −2. У вересні 2002 року найвищий на той час рейтинг отримав астероїд (29075) 1950 DA, зі значенням 0,17 для ймовірного зіткнення у 2880 році. До грудня 2015 року ця оцінка була зменшена до −1,42. Протягом короткого періоду в кінці 2004 року астероїд Апофіс перевищив рекорд небезпеки по Палермській шкалі зі значенням 1,10 з можливим зіткненням у 2029 році. Значення 1,10 показувало, що ймовірність зіткнення з цим об'єктом оцінювалася в 12,6 разів більша, ніж фонова. При подальших спостереженнях за астероїдом, імовірність зіткнення в 2029 році була виключена.

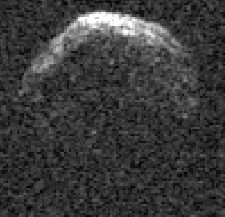
Астероїд (29075) 1950 DA — навколоземний астероїд групи Аполлона, відкритий 22 лютого 1950 року.

## Найвищі сучасні показники
Станом на січень 2016 року найбільше значення по Палермській шкалі мав астероїд (29075) 1950 DA, діаметром 1,3 км, з оцінкою −1,42 для можливого зіткнення 16 березня 2880 року з імовірністю 1 до 8330. Швидкість зіткнення може становити 18 км/с, а кінетична енергія складе 75 400 мегатонн.